# Eduard Franck

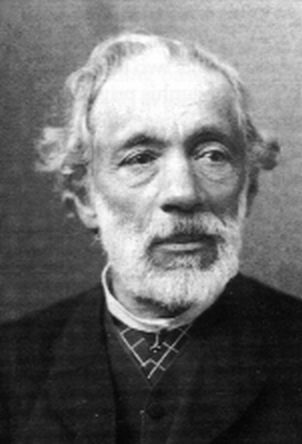
Eduard Franck

Eduard Franck (* 5. Oktober 1817 in Breslau; † 1. Dezember 1893 in Berlin) war ein deutscher Komponist.

## Leben
Eduard Franck kam als Sohn des Kaufmanns und Bankiers Israel Berel Franck († 1828) und der Friedericke (Frida) Frank (* 1784; † 4. November 1849), geb. Kalkstein, in Breslau zur Welt. Seine Jugend verbrachte er in Breslau. Zwischen 1834 und 1838 war er Privatschüler bei Felix Mendelssohn Bartholdy in Düsseldorf und Leipzig, wo er sich auch mit Robert Schumann und William Sterndale Bennett anfreundete. Nach Auslandsaufenthalten in Paris, London und Rom lebte er von 1845 bis 1851 in Berlin. Von 1851 bis 1859 lehrte Franck die Fächer Klavierspiel, Partiturspiel und Musiktheorie am Konservatorium (Rheinische Musikschule) in Köln, das von Ferdinand Hiller geleitet wurde. Außerdem war Franck der Leiter des Städtischen Gesangvereins sowie Komponist und Pianist bei den Gürzenich-Konzerten. 1856 erhielt er den Titel eines Königlichen Musikdirektors. Von 1859 bis 1867 war Eduard Franck Leiter der Musikschule in Bern sowie Dirigent der Bernischen Musikgesellschaft und damit die das Musikleben der Stadt bestimmende Persönlichkeit. 1867 wurde er Lehrer am Stern’schen Konservatorium in Berlin, 1878 an Emil Breslaurs Seminar in Berlin. 1875 wurde ihm der Professorentitel verliehen.
In seinen ersten Werken war Eduard Franck zunächst dem Vorbild Mendelssohns verpflichtet (vgl. das 1855/1861 in Köln aufgeführte Violinkonzert op. 30 in e-Moll, für welches Ferdinand David technische Ratschläge gegeben hatte und das auch Max Bruch inspiriert haben dürfte). Spätere Kompositionen zeichnen sich durch Eigenständigkeit und individuelle Sprache aus. Heute sieht man ihn zutreffend nicht als Nachfolger, sondern als Vermittler zwischen den Generationen der Hauptmeister (Friedhelm Krummacher). Charakteristisch sind formale Klarheit und edle Ausdrucksweise als Folge einer Verbindung von durchsichtigem Satz und klassisch orientiertem Aufbau mit romantischem Idiom. Bedeutend sind die beiden Sinfonien op. 47 in A-Dur und op. 52 in B-Dur, das Zweite Violinkonzert op. 57 in D-Dur, die Streichquartette op. 49, 54 und 55, zwei Streichsextette op. 41 und 50, aber auch die teils überraschend modern wirkenden Violinsonaten und das umfangreiche Klavierwerk (insbesondere zahlreiche Sonaten), das er in großen Zyklen zusammenfasste.
Eduard Franck heiratete die Pianistin Tony Cäcilie Thiedemann am 20. Juli 1850 in Berlin. In Köln brachte sie am 3. Januar 1858 den Sohn Richard Franck zur Welt, der als Schüler von Carl Reinecke die musikalische Tradition der Familie als Komponist und Pianist fortführte. In Bern wurden die Töchter Elsa (6. August 1860) und Ida (27. April 1862) geboren. Brüder von Eduard Franck waren der Schriftsteller Hermann Franck und der Pariser Buchhändler Albert Franck.
Die Werke Eduard Francks werden seit 2010 im Pfefferkorn Musikverlag (Leipzig) und nunmehr (nach der Übernahme von Teilen des Verlagsprogramms 2017) bei Breitkopf & Härtel (Wiesbaden) quellenkritisch neu ediert. Bisher unveröffentlichte Werke werden im Erstdruck vorgelegt.

## Werke (Auswahl)

### Orchesterwerke und Konzerte
- Symphonie a-Moll (1846), verschollen
- Symphonie g-Moll (1852/1856), verschollen
- Symphonie B-Dur (1858), verschollen
- Sinfonie A-Dur op. 47, Berlin 1882, als CD publiziert 1998 (Fermate/audite)
- Symphonie B-Dur op. 52 (1883), Manuskript, als CD publiziert 2000 (audite)
- Konzertstück (Andante und Allegro für Violine und Orchester) A-Dur (1845), Manuskript, als CD publiziert 2012 (audite)
- Fantasie für Orchester G-Dur op. 16, Berlin ca. 1850, als CD publiziert 2012 (audite)
- Concert-Ouverture für großes Orchester Es-Dur op. 12, Berlin 1848, als CD publiziert 2012 (audite)
- Ouverture Der Römische Carneval D-Dur op. 21, Köln 1854, als CD publiziert 2012 (audite)
- Concert für das Pianoforte mit Begleitung des Orchesters d-Moll op. 13, Berlin ca. 1849, Kritische Urtext-Ausgabe 2012 beim Pfefferkorn Musikverlag, Leipzig, jetzt bei Breitkopf & Härtel, Wiesbaden; als CD publiziert 2021 (cpo)
- Konzert für zwei Klaviere und Orchester C-Dur (1852), verschollen
- Concert für die Violine mit Begleitung des Orchesters e-Moll op. 30, Berlin 1890, als CD publiziert 1998 (Fermate/audite)
- Violinkonzert D-Dur op. 57 (1875), Manuskript, als CD publiziert 2000 (audite)
- Konzert für Pianoforte mit Orchester C-Dur/a-Moll (1879), als CD publiziert 2021 (cpo); Noten erhältlich bei Breitkopf & Härtel, Wiesbaden

### Kammermusik
- Sonate für Pianoforte und Violoncello D-Dur op. 6, Berlin 1846, als CD publiziert 1995 (Fermate/audite); Kritische Urtext-Ausgabe 2012 beim Pfefferkorn Musikverlag, Leipzig
- Sonate für Pianoforte und Violoncello F-Dur op. 42, Berlin 1882, als CD publiziert 2000 (Fermate/audite) und 2012 (Naxos); Kritische Urtext-Ausgabe 2012 beim Pfefferkorn Musikverlag, Leipzig
- Sonate für Pianoforte und Violine c-Moll op. 19, Köln 1853, als CD publiziert 1997 (Antes) und 2007 (audite); Kritische Urtext-Ausgabe 2011 beim Pfefferkorn Musikverlag, Leipzig
- Sonate für Pianoforte und Violine A-Dur op. 23, Köln 1859, als CD publiziert 1997 (Antes), 2007 (audite) und 2012 (Naxos); Kritische Urtext-Ausgabe 2012 beim Pfefferkorn Musikverlag, Leipzig
- Violinsonate D-Dur (1861), Manuskript, als CD publiziert 2007 (audite) Erstdruck der Urtext-Ausgabe 2012 beim Pfefferkorn Musikverlag, Leipzig
- Sonate für Violine und Klavier E-Dur op. 60, Berlin 1910, als CD publiziert 2007 (audite); Kritische Urtext-Ausgabe 2012 beim Pfefferkorn Musikverlag, Leipzig
- Klaviertrio E-Dur (1835), Manuskript, Erstdruck als Urtext-Ausgabe im Februar 2012 beim Pfefferkorn Musikverlag, Leipzig; als CD publiziert 2014 (audite)
- Klaviertrio e-Moll op. 11, Berlin 1848, als CD publiziert 2009 (audite); Noten 2009 neu veröffentlicht durch Edition Silvertrust, Riverwoods, IL, USA
- Klaviertrio Es-Dur op. 22, Köln 1859, als CD publiziert 2012 (Naxos) und 2014 (audite)
- Klaviertrio D-Dur op. 53 (1886), Manuskript, Erstdruck als Urtext-Ausgabe im März 2013 beim Pfefferkorn Musikverlag, Leipzig; als CD publiziert 2014 (audite)
- Klaviertrio D-Dur op. 58, Berlin 1898, als CD publiziert 2009 (audite); Noten 2009 neu veröffentlicht durch Edition Silvertrust, Riverwoods, IL, USA
- Streichquartett f-Moll op. 49 (auch 40), Berlin 1891, als CD publiziert 2001 (audite), Noten 2008 neu veröffentlicht durch Edition Silvertrust, Riverwoods, IL, USA, desgl. 2006 durch Merton Music, London
- Streichquartett Es-Dur op. 54 (1874), als CD publiziert 2000 (audite), Noten 2008 erstmals veröffentlicht durch Edition Silvertrust, Riverwoods, IL, USA
- Streichquartett c-Moll op. 55, Berlin 1899, als CD publiziert 2000 (audite), Noten 2007 neu veröffentlicht durch Edition Silvertrust, Riverwoods, IL, USA
- Streichquintett e-Moll op. 15, Berlin 1850, als CD publiziert 2011 (audite), Noten 2012 neu veröffentlicht durch Edition Silvertrust, Riverwoods, IL, USA
- Klavierquintett D-Dur op. 45, Berlin 1882, als CD publiziert 2001 (audite), Noten 2007 neu veröffentlicht durch Edition Silvertrust, Riverwoods, IL, USA
- Streichquintett C-Dur op. 51, Berlin 1897, als CD publiziert 2011 (audite); Noten 2012 neu veröffentlicht durch Edition Silvertrust, Riverwoods, IL, USA
- Streichsextett Es-Dur op. 41, Berlin ca. 1882, 2011 Kritische Urtextausgabe, Leipzig (Pfefferkorn Musikverlag 2011), 2007 Reprint der Erstausgabe veröffentlicht durch Edition Silvertrust, Riverwoods, IL, USA, desgl. 2006 durch Merton Music, London; als CD publiziert 2004 (audite)
- Streichsextett D-Dur op. 50, Berlin 1894, 2011 Kritische Urtextausgabe, Leipzig (Pfefferkorn Musikverlag 2012), 2007 neu veröffentlicht durch Edition Silvertrust, Riverwoods, IL, USA, desgl. 2006 durch Merton Music, London; als CD publiziert 2004 (audite)

### Klaviermusik
- Caprice, in: Hommage à Clara Wieck, Breslau 1836
- Zwölf Studien für das Pianoforte op. 1, Leipzig 1837[3]
- Capriccio für das Pianoforte E-Dur op. 2, Stuttgart ca. 1839[3]
- Drei Charakterstücke für das Pianoforte op. 3, Leipzig ca. 1839[3]
- Album für das Pianoforte op. 5, Leipzig 1843[3]
- Scherzo für das Pianoforte Es-Dur op. 7, Berlin ca. 1847[3]
- Sechs Variationen über ein eigenes Thema für das Pianoforte zu vier Händen op. 9, Berlin 1848
- Drei Ständchen für das Pianoforte op. 10, Berlin 1848[3]
- 25 Variationen über ein eigenes Thema für Pianoforte op. 14, Berlin ca. 1849[3]
- Drei Impromptus für das Pianoforte op. 17, Berlin 1850[3]
- Sechs lyrische Vorspiele für Pianoforte op. 18, Berlin ca. 1850[3]
- Die Ouverture zur Zauberflöte (von Mozart), für das Pianoforte zu zwei Händen, Berlin 1850
- Sonate d-Moll (1853), Manuskript
- Drei Märsche für das Pianoforte zu vier Händen op. 20, Köln 1854
- Lied ohne Worte 1857
- Sonate A-Dur (1858), Manuskript
- Sonate F-Dur (1860), Manuskript
- Sonate As-Dur (1865), Manuskript
- Albumblatt e-Moll (1868), Manuskript
- Sonate B-Dur (1874), Manuskript
- Sechs Sonaten op. 40, Berlin 1882; Nr. 1 bis Nr. 5 als CD publiziert 2010 und 2011 (Romantic Discoveries Recordings)
- Vierzig Clavierstücke op. 43, Berlin 1882
- Drei Sonaten für Pianoforte op. 44, Berlin 1882; als CD publiziert 2009, 2010 und 2011 (Romantic Discoveries Recordings)
- Duo für zwei Pianofortes op. 46, Berlin 1882
- Sonate g-Moll (1888), Manuskript
- Acht Clavierstücke zu vier Händen op. 48, Berlin 1889
- Sonate B-Dur (1893), Manuskript
- Sonate – über ein Motiv von Robert Schumann, Manuskript
- Vierhändige Toccata D-Dur, Manuskript
- Fantasie für Klavier op. 61, Berlin 1910
- Acht Klavierstücke op. 62, Berlin 1910; als CD publiziert 2011 (Romantic Discoveries Recordings)

### Vokalmusik
- Sechs zweistimmige Lieder für Sopran und Alt op. 4, Leipzig 1842
- Sechs Lieder für eine Sopran- oder Tenorstimme op. 8, Berlin 1846

## Diskografie (Auswahl)
CD-Veröffentlichungen (ab 1995) insbesondere des Klassiklabels 'audite' haben maßgeblich dazu beigetragen, Franck wieder bekannter zu machen:
- Violinkonzert e-Moll op. 30 + Symphonie A-Dur op. 47: Christiane Edinger | Rundfunk-Sinfonieorchester Saarbrücken | Hans-Peter Frank (audite)
- Violinkonzert D-Dur op. 57 + Symphonie B-Dur op. 52: Christiane Edinger | Rundfunk-Sinfonieorchester Saarbrücken | Hans-Peter Frank (audite)
- Der römische Carneval, Konzertstück für Violine & Orchester, Fantasie für Orchester, Concert Ouvertüre für gr. Orchester: Christiane Edinger | Württembergische Philharmonie Reutlingen | Ola Rudner (audite)
- Violinsonaten opp. 19, 23, 60 & posth.: Christiane Edinger | James Tocco (audite)
- Klaviertrios opp. 11 & 58: Christiane Edinger | Lluís Claret | Klaus Hellwig (audite)
- Klaviertrios opp. 22, 53 & in E-Dur (1835): Schweizer Klaviertrio – Swiss Piano Trio (audite)
- Streichquartett in f-Moll op. 49 + Streichquintett in D-Dur op. 45: James Tocco | Edinger Quartett (audite)
- Streichquartette opp. 54 & 55: Edinger Quartett (audite)
- Streichquintette opp. 15 & 51: Christiane Edinger | Rainer Kimstedt | Katharina Maechler | Tassilo Kaiser | Uwe Martin Haiberg (audite)
- Streichsextette opp. 41 & 50: Leo Klepper | Matthias Donderer | Edinger Quartett (audite)